# Арсич, Йовица
Йовица Арсич (серб. Јовица Арсић, род. 3 ноября 1968, Лесковац, Югославия) — сербский баскетбольный тренер.

## Карьера
Йовица Арсич начал тренерскую карьеру в 1999 г. Он тренировал сербские клубы «Здравле», «Лавови 063», и «Войводина Сербиягас». 
С 2007 по 2009 тренировал сборную Македонии. В это же время Арсич тренировал македонскую «Струмицу».
Затем Арсич тренировал украинские «Черкасские мавпы», болгарский «Лукойл академик», румынский «Питешти», сербский «Борац» Чачак, болгарский «Балкан Ботевград». 
С 2023 г. работает в красноярском «Енисее», выступающем в Единой лиге ВТБ.